# Vészhelyzet
A Vészhelyzet (ER) 1994 és 2009 között vetített amerikai kórházi játékfilmsorozat, melyet Michael Crichton író alkotott. Helyszíne egy fiktív megyei kórház sürgősségi osztálya Chicagóban, Illinois államban. A televíziós sorozatot a Constant c Productions és az Amblin Television készítette a Warner Bros. Television Productions, Inc. együttműködésével. Az USA-ban, 2009. április 2-án vetített utolsó adásával az NBC második leghosszabb sorozata volt a maga 15 évadával, a Law & Ordert követően.
A sorozatot Magyarországon elsőként a Magyar Televízió tűzte műsorára 1996. január 6.-ától az 1-8. szezonig, stabilan kedd esténként. Az ezredfordulótól az RTL Klub kereskedelmi csatorna vette át a folytatásokat, 2005 októberétől pedig a Viasat 3 ismételte többször a korai évadokat. 2010. év őszén futott a 15. évad az RTL Klubon, azután a Story TV-n volt látható a sorozat, majd az M3 adta le újra a 8. szezonig, eközben a Cool és az RTL II a 9. évadtól sugározta. Jelenleg 2022-től a RTL birtokolja a teljes sorozat hazai vetítési jogát, az RTL II vágottan és vágatlanul is műsorára tűzi.

## Executive producerek
- Michael Crichton
- John Wells
- Steven Spielberg (1. évad) (nincs feltüntetve)
- Lydia Woodward (3-7. évad)
- Carol Flint (5-6. évad)
- Neal Baer (7. évad)
- Jack Orman (8–9. évad)
- Christopher Chulack (10. évadtól)
- David Zabel (12. évadtól)

## Szereplők
Az eredeti szereplőgárda akkor még ismeretlen színészekből állt: Anthony Edwards mint dr. Mark Greene, George Clooney mint dr. Doug Ross, Sherry Stringfield mint dr. Susan Lewis, Noah Wyle mint John Carter medikus és Eriq La Salle mint dr. Peter Benton alkották a csapatot. Julianna Margulies vendégszerepelt az első epizódban mint Carol Hathaway főnővér, majd ő is állandó szereplővé vált.
| Színész (első feltűnés szerint) | Magyar hang | Szerep                  | Mint főszereplő | Mint főszereplő                           | Mint vendég- / mellékszereplő | Mint vendég- / mellékszereplő        |
| Színész (első feltűnés szerint) | Magyar hang | Szerep                  | Évad            | Epizód                                    | Évad                          | Epizód                               |
| ------------------------------- | --- | ----------------------- | --------------- | ----------------------------------------- | ----------------------------- | ------------------------------------ |
| Anthony Edwards                 | Józsa Imre | Dr. Mark Greene         | 1–8, 15         | 1–178, 316                                |                               |                                      |
| George Clooney                  | Szabó Sipos Barnabás (1-5. évad) Csankó Zoltán (15. évad)                                                       | Dr. Doug Ross           | 1–5, 15         | 1–106, 328                                | 6                             | 134                                  |
| Sherry Stringfield              | Antal Olga | Dr. Susan Lewis         | 1–3, 8–12, 15   | 1–55, 161–246, 331                        |                               |                                      |
| Noah Wyle                       | Alföldi Róbert                                                                                                  | Dr. John Carter         | 1–11, 15        | 1–245, 325-328, 331                       | 12                            | 259–260, 264–265                     |
| Eriq La Salle                   | Barabás Kiss Zoltán                                                                                             | Dr. Peter Benton        | 1–8, 15         | 1–167, 172, 178, 328, 331                 | 15                            | 316                                  |
| Julianna Margulies              | Kováts Adél | Carol Hathaway főnővér  | 1–6, 15         | 1–134, 328                                | 1                             | 1                                    |
| Gloria Reuben                   | Kocsis Mariann                                                                                                  | Jeanie Boulet           | 1–6             | 14–119                                    | 1, 2, 14                      | 14–17, 20–28, 301                    |
| Laura Innes                     | Andai Katalin                                                                                                   | Dr. Kerry Weaver        | 2–13, 15        | 25–280, 331                               | 2, 15                         | 26–29, 31, 34–35, 38, 40, 43–47, 316 |
| Maria Bello                     | Szirtes Ági | Dr. Anna Del Amico      | 3—4             | 67–91                                     | 3                             | 67–69                                |
| Alex Kingston                   | Tóth Éva | Dr. Elizabeth Corday    | 4–11, 15        | 70–227, 331                               | 15                            | 321                                  |
| Kellie Martin                   | Gubás Gabi | Lucy Knight             | 5–6             | 92–127                                    |                               |                                      |
| Paul McCrane                    | Katona Zoltán                                                                                                   | Dr. Robert Romano       | 6–10            | 114–209                                   | 4, 5, 15                      | 74–113 (29 epizód), 316              |
| Goran Višnjić                   | László Zsolt | Dr. Luka Kovač          | 6–15            | 114–290; 295; 298-300; 304; 306; 309; 312 |                               |                                      |
| Michael Michele                 | Fehér Anna | Dr. Cleo Finch          | 6–8             | 114–167, 178                              |                               |                                      |
| Erik Palladino                  | Galambos Péter                                                                                                  | Dr. Dave Malucci        | 6–8             | 120–161                                   | 6                             | 115–119                              |
| Ming-Na Wen                     | Ullmann Mónika                                                                                                  | Dr. Jing-Mei "Deb" Chen | 6–11            | 123–232                                   | 1                             | 13–17, 19–21                         |
| Maura Tierney                   | Báthory Orsolya                                                                                                 | Dr. Abby Lockhart       | 6–15            | 125–312                                   | 6, 15                         | 121; 329                             |
| Sharif Atkins                   | Király Attila                                                                                                   | Dr. Michael Gallant     | 8–10            | 172–219                                   | 8, 11, 12                     | 164–266 (12 epizód)                  |
| Mekhi Phifer                    | Nagy Ervin | Dr. Gregory Pratt       | 9–15            | 180–310                                   | 8                             | 175–177, 179                         |
| Parminder Nagra                 | Majsai-Nyilas Tünde (10. évad 1. rész — 13. évad 12. rész) Törtei Tünde (13. évad 13. rész — 15. évad 22. rész) | Dr. Neela Rasgotra      | 10–15           | 204-331                                   | 10                            | 202                                  |
| Linda Cardellini                | Zsigmond Tamara                                                                                                 | Samantha Taggart nővér  | 10–15           | 206–331                                   |                               |                                      |
| Shane West                      | Markovics Tamás                                                                                                 | Dr. Ray Barnett         | 11–13           | 224–290                                   | 15                            | 314; 329-330                         |
| Scott Grimes                    | Moser Károly | Dr. Archie Morris       | 12–15           | 246–331                                   | 10–11                         | 204–245 (25 epizód)                  |
| John Stamos                     | Gáspár András                                                                                                   | Dr. Tony Gates          | 13–15           | 269–331                                   | 12                            | 252–253                              |
| David Lyons                     | Seszták Szabolcs                                                                                                | Dr. Simon Brenner       | 14-15           | 310–331                                   | 14                            | 304; 306–309                         |
| Angela Bassett                  | Zakariás Éva | Dr. Cate Banfield       | 15              | 311–331                                   |                               |                                      |

### Jelentősebb távozások
Az első távozás Sherry Stringfieldhez fűződik, az általa alakított Susan Lewis 1996-ban a harmadik évad „Union Station” című epizódjában arizonai otthonába, Phoenixbe utazott. 2001-ben visszatért a sorozatba a nyolcadik évad negyedik részében, a „Never Say Never”-ben. Ismét elment a szériából a tizenkettedik évad első részében, a „Canon City”-ben. Ezen második távozást nem láthattuk, csupán az egyik szereplő, dr. Kerry Weaver említi négy epizóddal később a „Wake Up”-ban, ahol elmondja, Susan elfogadott egy véglegesített állást egy iowai kórházban, miután a megyeiben ezt megtagadták tőle.
Miután egy évadon át játszotta dr. Anna Del Amicót, Maria Bello szimplán nem tűnt fel, mikor az ötödik évad megkezdődött. Akárcsak Susan Lewis második távozásakor, itt is egy szereplő említi a hiányt; az évad első részében, a „Day for Knight”-ban Carter mondja az új medikusnak, Lucy Knightnak, hogy a szekrénye korábban Anna Del Amicóhoz tartozott, aki most a családja közelében dolgozik, Philadelphiában.
George Clooney 1999-ben hagyta el a sorozatot, az ötödik évad „The Storm, Part 2” című részében, mikor az általa alakított dr. Doug Ross kilépett, mielőtt még kirúghatták volna a megyeiből egy páciens halálában való részvétele miatt. Clooney a hatodik évad „Such Sweet Sorrow” elnevezésű epizódjában feltűnt egy pillanatra, mikor szerepe szerint ismét egymásra találnak Carol Hathawayjel. A 15. évadban Seattle-ben dolgozik Carollal, és segít vesét szerezni Carternek, habár nem tudják, hogy ő kapja a szervet.
Gloria Reuben a hatodik évad elején lépett ki a „The Peace of Wild Things”-ben, mikor az általa alakított Jeanie Boulet asszisztensnő úgy döntött, otthon marad újonnan adoptált HIV-pozitív babájával. A 14. évadban egy rész erejéig viszont visszatért, amikor a HIV pozitív kisfiát látták el a kórházban.
Kellie Martin, aki Lucy Knightot játszotta, a hatodik évad közepe felé tűnt fel utoljára, mikor az „All in the Family” című epizódban a szereplőt megölte egy szkizofrén beteg.
Julianna Margulies a hatodik évad végén távozott a „Such Sweet Sorrow”-ban, mikor az általa alakított Carol Hathaway úgy dönt, Seattle-be megy, hogy újrakezdje igazi szerelmével és ikerlányai apjával, Doug Ross-szal. A 15. évadban Seattle-ben dolgozik, Ross-szal és segít vesét szerezni Carternek, habár nem tudják, hogy ő kapja a szervet.
Erik Palladino a nyolcadik évad harmadik részében szerepelt utoljára. Az általa alakított dr. Dave Maluccit kirúgták a nem megfelelő viselkedése miatt.
Eriq La Salle szerepe, dr. Peter Benton a nyolcadik évad „I'll Be Home for Christmas” címre keresztelt részében állt tovább, hogy több időt tölthessen halláskárosult fiával, Reese-zel és barátnőjével, korábbi kollégájával a sürgősségin, Cleo Finchcsel, akit Michael Michele alakított, és aki szintén ebben az epizódban látható utoljára. A tizenötödik évadban a Northwestern kórházban dolgozik általános sebészként, és ott találkozik a vesére váró Carterrel. Itt derül ki, hogy még mindig Cleóval él.
Az Anthony Edwards megformálta dr. Mark Greene agytumorban meghalt a nyolcadik évad utolsó előtti felvonásában, az „On the Beach”-ben. Eriq La Salle és Michael Michele egy pillanat erejéig feltűntek abban az epizódban, ahol elmennek Mark temetésére. A tizenötödik, utolsó évad egyik részében újra láthatjuk, egy visszaemlékezés során.
Paul McCrane, aki dr. Robert Romanót keltette életre, a tizedik évadban távozott. Korábban Romano kezét könyökből levágta egy helikopter rotorja, ezúttal pedig, a „Freefall” című részben, mikor egy a kórház tetejéről felszállni készülő helikopter nem bírja a légellenállást, és az épület mellé zuhan, egyenesen Romanón landol, aki szörnyethal.
Sharif Atkins kétszer hagyta ott a szériát: elsőként a tizedik évad „Where There's Smoke”-ban, mikor az általa alakított dr. Michael Gallantot Irakba küldte a hadsereg, de későbbi visszatérését követően a tizenkettedik évad „The Gallant Hero and the Tragic Victor” című epizódjában lépett ki végleg: második szolgálata közben egy bombarobbanásban meghal.
Az Alex Kingston alakította dr. Elizabeth Corday a tizenegyedik évadban, a „Fear” című részben szerepelt utoljára, miután bajba kerül egy illegálisan elvégzett operáció miatt; az elbocsátás helyett a megyei kórház felajánl neki egy nem véglegesített pozíciót, de Elizabeth ehelyett azt választja, hogy visszamegy Angliába. A tizenötödik évadban szerepel a Dream Runner c. részben, ahol a Duke Egyetemi kórházban dolgozik.
Ming-Na a tizenegyedik évadban távozott, mikor az általa megtestesített dr. Jing-Mei "Deb" Chen kilépett a sürgősségiről a „Twas the Night”-ban, hogy ápolhassa beteg apját. Ez volt a második alkalom, hogy otthagyta a megyei kórházat.
Noah Wyle a tizenegyedik évad fináléjában, a „The Show Must Go On”-ban szerepelt utoljára mint dr. John Carter. Ő volt az utolsó állandó szereplő, aki a sorozat kezdete óta szerepelt. Szerepe szerint Afrikába utazott barátnőjéhez, Kem Likasuhoz (Thandie Newton). A tizenkettedik évad során Wyle vendégszerepelt négy részben. Ezen felül pedig a tizenötödik évadban visszatér Chicagoba, hogy új vesét kapjon, és így szerepel az utolsó öt részből négyben.
Laura Innes a tizenharmadik évad közepén, az „A House Divided”-ben állt tovább, mikor a vonakodó Kovač kénytelen elbocsátani az általa alakított dr. Kerry Weavert költségvetési okokból. A pozíciója megtartásáért folytatott harca, illetve Kovač ráébredése ellenére, hogy valahogyan mégis meg kell tartania a személyzetben, Weaver végül úgy dönt, kilép a megyeiből és elfogad egy állást egy miami tévéállomásnál.
Goran Višnjić a tizenharmadik évad végén távozott el Horvátországba. A 14. évadban még szerepelt tíz részben, hogy lerendezze az orvosi pályafutását a kórházban. A 15. évadban egy részben látható, amikor Abbyvel együtt elbúcsúznak a kórháztól.
Mekhi Phifer aki Dr. Gregory Prattet alakította, a 14. évad utolsó részében megsebesül amikor is egy mentő autó felrobban. A 15. évad első részében belehal a sérüléseibe.
Maura Tierney a tizenötödik évad harmadik részében távozott el Lukával. Mind a két főszereplő ugyanabban az időben hagyta ott a sorozatot.

## Sugárzás az Egyesült Államokban
| Évad | Évad premierje       | Évad fináléja    | Tévés évad | Nézőszám (millió fő) |
| ---- | -------------------- | ---------------- | ---------- | -------------------- |
| 1.   | 1994. szeptember 19. | 1995. május 18.  | 1994–1995  | 19.08                |
| 2.   | 1995. szeptember 21. | 1996. május 16.  | 1995–1996  | 21.10                |
| 3.   | 1996. szeptember 26. | 1997. május 15.  | 1996–1997  | 20.56                |
| 4.   | 1997. szeptember 25. | 1998. május 14.  | 1997–1998  | 30.2                 |
| 5.   | 1998. szeptember 24. | 1999. május 20.  | 1998–1999  | 25.4                 |
| 6.   | 1999. szeptember 30. | 2000. május 18.  | 1999–2000  | 24.95                |
| 7.   | 2000. október 12.    | 2001. május 17.  | 2000–2001  | 22.4                 |
| 8.   | 2001. szeptember 27. | 2002. május 16.  | 2001–2002  | 22.1                 |
| 9.   | 2002. szeptember 26. | 2003. május 15.  | 2002–2003  | 19.99                |
| 10.  | 2003. szeptember 25. | 2004. május 13.  | 2003–2004  | 19.04                |
| 11.  | 2004. szeptember 23. | 2005. május 19.  | 2004–2005  | 15.17                |
| 12.  | 2005. szeptember 22. | 2006. május 18.  | 2005–2006  | 12.06                |
| 13.  | 2006. szeptember 21. | 2007. május 17.  | 2006–2007  | 11.56                |
| 14.  | 2007. szeptember 27. | 2008. május 15.  | 2007–2008  | 9.20                 |
| 15.  | 2008. szeptember 25. | 2009. április 2. | 2008–2009  | 10.30                |

## DVD-kiadás
| Évad                                    | 1-es régiós megjelenés | Magyarországi megjelenés |
| --------------------------------------- | ---------------------- | ------------------------ |
| A teljes első évad (1994-1995)          | 2003. augusztus 26.    | 2005. április 19.        |
| A teljes második évad (1995-1996)       | 2004. április 27.      | 2005. június 21.         |
| A teljes harmadik évad (1996-1997)      | 2005. április 26.      | 2005. augusztus 23.      |
| A teljes negyedik évad (1997-1998)      | 2005. december 20.     | 2005. október 28.        |
| A teljes ötödik évad (1998-1999)        | 2006. július 11.       | 2005. december 13.       |
| A teljes hatodik évad (1999-2000)       | 2006. december 19.     | 2006. április 18.        |
| A teljes hetedik évad (2000-2001)       | 2007. május 15.        | 2006. november 22.       |
| A teljes nyolcadik évad (2001-2002)     | 2008. január 22.       | 2007. október 1.         |
| A teljes kilencedik évad (2002-2003)    | 2008. június 17.       | 2007. december 17.       |
| A teljes tizedik évad (2003-2004)       | 2009. március 3.       | 2008. március 18.        |
| A teljes tizenegyedik évad (2004-2005)  | 2009. július 14.       | 2008. augusztus 4.       |
| A teljes tizenkettedik évad (2005-2006) | 2010. január 12.       | 2008. december 15.       |
| A teljes tizenharmadik évad (2006-2007) | 2010. július 6.        | 2009. április 7.         |
| A teljes tizennegyedik évad (2007-2008) | 2011. január 11.       | 2010. június 15.         |
| A teljes tizenötödik évad (2008-2009)   | 2011. július 12.       | még nem jelent meg       |

A Vészhelyzet epizódjai mind anamorf szélesképernyős képformátummal kerültek a lemezekre, ami szokatlan a televízióban 4:3-as képaránnyal futó produkciók esetében (a 16:9-es képarány alól kivétel az „Ambush” című élőben sugárzott epizód).

## Díjak és jelölések
A Vészhelyzet elnyerte a kitüntetett George Foster Peabody Awardot 1995-ben. Továbbá, a sorozat 117 Emmy-jelölést tudhat magáénak, illetve 22 díjat (legalább egyet kapott minden évben 2005-tel bezárólag, kivéve 2004-et). Begyűjtötte továbbá a People's Choice Awardot mint „Kedvenc televíziós drámasorozat” minden évben 1997 és 2002 között. Az évek során számos további jelöléssel/díjjal tüntettél ki, köztük Screen Actors Guild Awardsszal és Golden Globe-díjjal.
Az alábbiakban a legjelentősebb díjak és jelölések olvashatók.

### Díjak

#### Emmy-díj
- Legjobb játékfilmsorozat (1996)
- Legjobb női mellékszereplő játékfilmsorozatban – Julianna Margulies (1995)
- Legjobb rendezés (játékfilmsorozat) – Mimi Leder a „Love's Labor Lost” című epizódért (1995)
- Legjobb vendégszereplő játékfilmsorozatban – Ray Liotta (2005)

#### Golden Globe-díj
- Legjobb színész játékfilmsorozatban – Anthony Edwards (1998)

#### Screen Actors Guild Awards
- Legjobb színészgárda játékfilmsorozatban (1996-99) 4 díj
- Legjobb színésznő játékfilmsorozatban – Julianna Margulies (1998-99) 2 díj
- Legjobb színész játékfilmsorozatban – Anthony Edwards (1996, 1998) 2 díj

### Jelölések

#### Emmy-díj
- Legjobb játékfilmsorozat (1995, 1997-2001) 6 jelölés
- Legjobb férfi főszereplő játékfilmsorozatban – Anthony Edwards (1995-98) 4 jelölés
- Legjobb férfi főszereplő játékfilmsorozatban – George Clooney (1995-96) 2 jelölés
- Legjobb női főszereplő játékfilmsorozatban – Julianna Margulies (1997-2000) 4 jelölés
- Legjobb női főszereplő játékfilmsorozatban – Sherry Stringfield (1995-97) 3 jelölés
- Legjobb férfi mellékszereplő játékfilmsorozatban – Noah Wyle (1995-99) 5 jelölés
- Legjobb férfi mellékszereplő játékfilmsorozatban – Eriq La Salle (1995, 1997-98) 3 jelölés
- Legjobb női mellékszereplő játékfilmsorozatban – Maura Tierney (2001)
- Legjobb női mellékszereplő játékfilmsorozatban – Laura Innes (1997-98) 2 jelölés
- Legjobb női mellékszereplő játékfilmsorozatban – Gloria Reuben (1997-98) 2 jelölés
- Legjobb női mellékszereplő játékfilmsorozatban – Julianna Margulies (1996)
- Legjobb vendégszínész játékfilmsorozatban – James Woods (2006)
- Legjobb vendégszínész játékfilmsorozatban – Red Buttons (2005)
- Legjobb vendégszínész játékfilmsorozatban – Bob Newhart (2004)
- Legjobb vendégszínész játékfilmsorozatban – Don Cheadle (2003)
- Legjobb vendégszínésznő játékfilmsorozatban – Sally Field (2003)

#### Golden Globe-díj
- Legjobb tévésorozat – játékfilm (1995-2001) 7 jelölés
- Legjobb színész tévésorozatban – játékfilm – Anthony Edwards (1996-97, 1999) 3 jelölés
- Legjobb színésznő tévésorozatban – játékfilm – Julianna Margulies (1999-2000) 3 jelölés
- Legjobb színésznő tévésorozatban – játékfilm – Sherry Stringfield (1996-97) 2 jelölés
- Legjobb férfi mellékszereplő tévésorozatban – Noah Wyle (1997-99) 3 jelölés
- Legjobb férfi mellékszereplő tévésorozatban – Eriq La Salle (1998)
- Legjobb női mellékszereplő tévésorozatban – Gloria Reuben (1998)
- Legjobb női mellékszereplő tévésorozatban – Julianna Margulies (1996)
- Legjobb női mellékszereplő tévésorozatban – CCH Pounder (1997)

#### Screen Actors Guild Awards
- Legjobb színészgárda játékfilmsorozatban (1995, 1998, 2000-01) 4 jelölés
- Legjobb színésznő játékfilmsorozatban – Sally Field (2001)
- Legjobb színésznő játékfilmsorozatban – Julianna Margulies (1996)
- Legjobb színész játékfilmsorozatban – Anthony Edwards (1997, 1999, 2001) 3 jelölés
- Legjobb színész játékfilmsorozatban – George Clooney (1996-97) 2 jelölés

## Nézettség
2010-ben Magyarország harmadik legnézettebb sorozata volt, a 18-49 évesek között. A teljes lakosság körében pedig a 6. legnézettebb.